# 郑智铉
郑智铉（韓語：정지현，1983年3月26日—），韩国男子摔跤运动员。他曾代表韩国参加2004年、2008年和2012年夏季奥林匹克运动会摔跤比赛，其中2004年奥运会获得一枚金牌。